# Ste-Madeleine (Mirabeau)

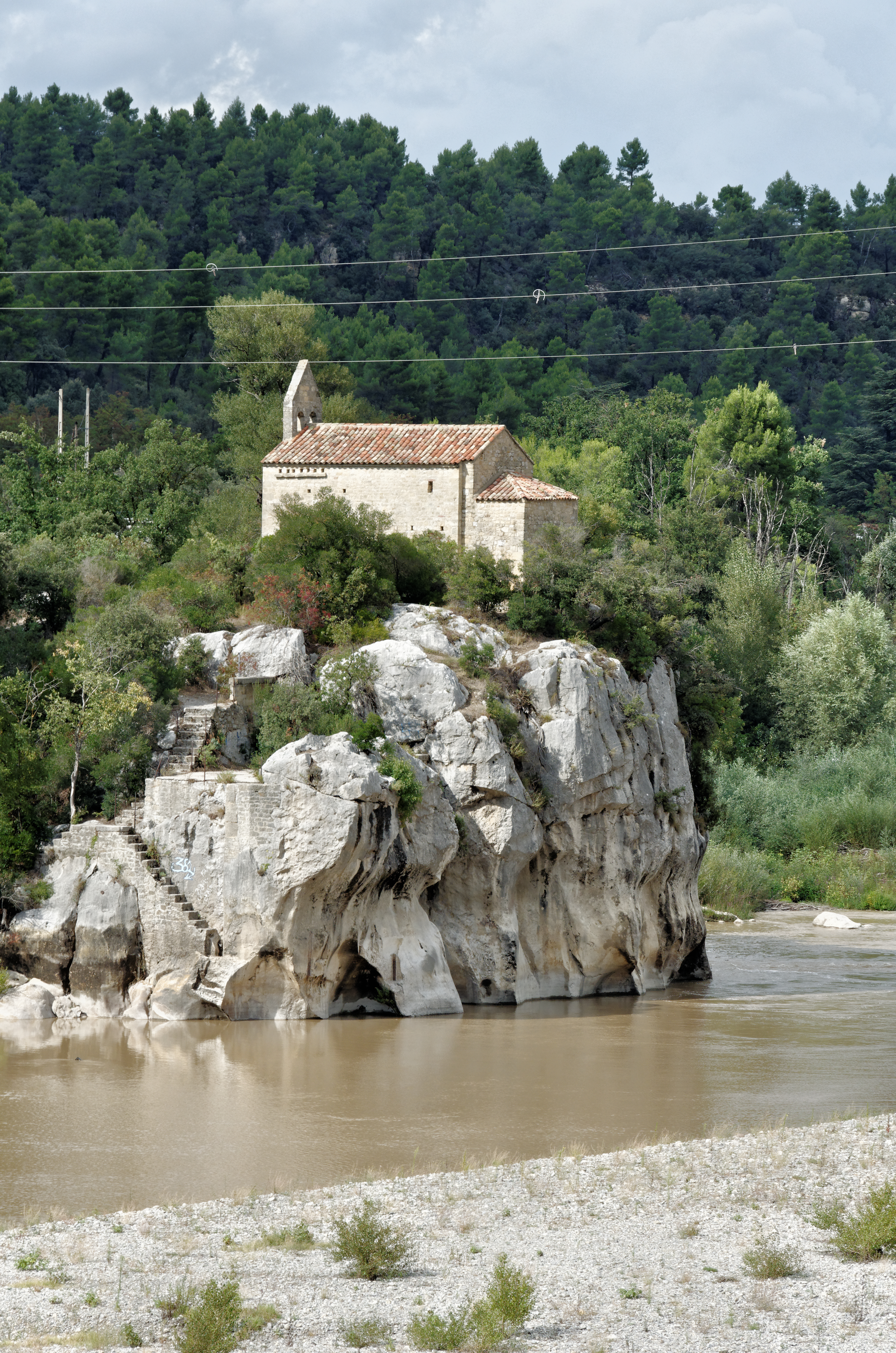
Kapelle Sainte-Madeleine auf einem Felssporn über der Durance

Die römisch-katholische Kapelle Sainte-Madeleine ist eine Kapelle in der französischen Gemeinde Mirabeau im Département Vaucluse. Sie steht einige Meter hinter der Brücke Pont de Mirabeau auf einem Felssporn neben der Durance.

## Architektur

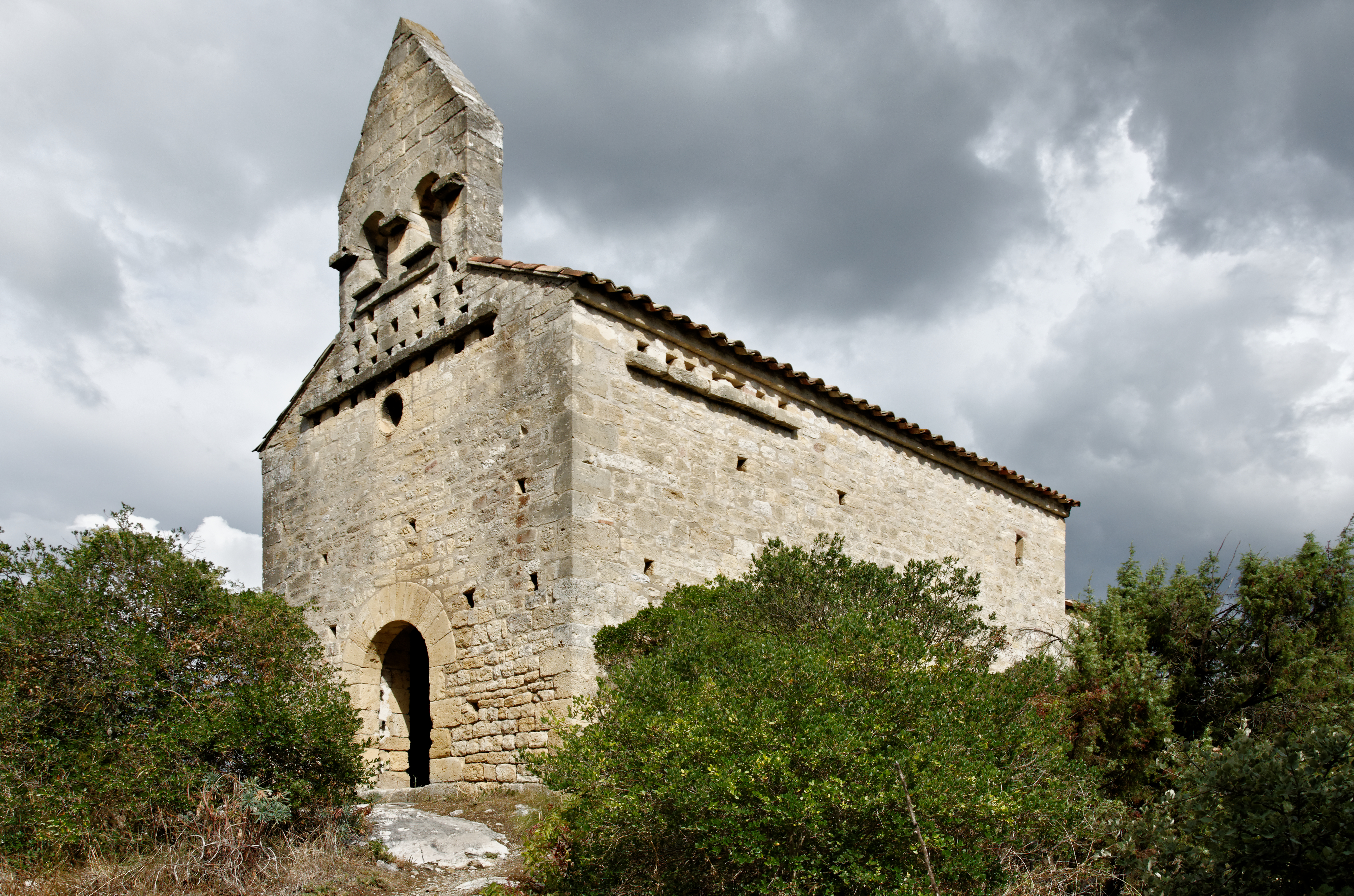
Eingangsfassade

Die romanische Kapelle besitzt einen klassischen Aufbau mit einem zweijochigen Langhaus, einem Tonnengewölbe und einer halbrunden Apsis. Die zahlreichen charakteristischen Löcher an der Fassade wurden zur Anbringung eines Vordaches genutzt, das Pilgern Schutz bieten sollte. Die Kirche steht direkt auf Felsboden und hat kein sehr tiefes Fundament.

## Geschichte
Die Kapelle wurde zwischen 1165 und 1178 von Mönchen aus der Abtei Saint-André de Villeneuve zum Schutz von Reisenden gebaut, die auf das andere Ufer der Durance gelangen wollten. Im Jahr 1343 fand der Erzbischof von Aix das Gebäude in guten Zustand vor und verlangte, dass dort jede Woche mindestens zwei Messen abgehalten werden sollten. Vermutlich wurde der Ort ab der zweiten Hälfte des 14. Jahrhunderts aufgegeben, wie die meisten Gebäude dieser Art in der Region.
Während der Französischen Revolution wurde das Gebäude als Nationalgut verkauft und ging in den Besitz der Gemeinde über. Es wurde als Lager für den Fährbetrieb und für Baumaterial der Eisenbahnstrecke genutzt. Dann verkaufte die Gemeinde es an den Besitzer des Mirabeau-Schlosses.
Die Kapelle wurde 1928 unter Denkmalschutz gestellt und 1948 restauriert.

### Namen
Der Engpass von Mirabeau war von Flussfährleuten bevölkert, die Kapelle wurde deshalb La Chapelle des radeliers („Kapelle der Flößer“) genannt. Um 1260 erhielt sie den Namen Sainte Madeleine du Pont de Canteperdrix in Anlehnung an eine erste Brücke, die über die Durance gebaut wurde. Die Brücke wurde viele Male zerstört und jedes Mal ersetzt, bis zu heutiger Zeit.

## Inschrift zur Sonnenfinsternis von 1239
Die Kapelle trägt eine Inschrift, halb in Latein und halb in Altprovenzalisch, die eine im Juni 1239 stattgefundene Sonnenfinsternis erwähnt. Der Text befindet sich auf einem der Bogensteine links vom Eingang:
Anno domini millesimo ducentesimo trigesimo nono,

III nonas junii sol obcuratus leaked.

Grada si commensas cofenira.

Oi ben fara, ben (trobara).
Das Jahr des Herrn 1239,

Am 3. Juni verdunkelte sich die Sonne.

Bedenke, so wie du beginnst, wirst du auch enden.

Wer sich gut anstellt, wird Gutes (vorfinden).